# Rally van Ieper 2017
De Rally van Ieper 2017, officieel Ypres Rally 2017, is de 53ste editie van de Rally van Ieper. De rally werd gewonnen door de Nederlander Kevin Abbring, de eerste Nederlander ooit die wint in Ieper, met copiloot Pieter Tsjoen, die ook een primeur heeft door de eerste persoon ooit te zijn die zowel als coureur als als copiloot de rally heeft gewonnen.

## Verreden kampioenschappen
De rally is van het ERC-niveau, maar is voor het eerst sinds lang geen onderdeel meer van het ERC zelf. Ze is wel nog steeds onderdeel van het Belgisch kampioenschap rally en is sinds deze editie ook een wedstrijd in het Brits rallykampioenschap, die zo voor het eerst in de geschiedenis niet op Britse grond verreden wordt.
Daarnaast was de rally ook onderdeel van de Tour European Rally en de Benelux Rally Trophy.

## Extra informatie
Het was de eerste editie waarin de nieuwe Hyundai i20 R5 meereed, nadat Kevin Abbring er de vorige editie mee voor de rally reed. Hijzelf reed deze editie echter niet met een Hyundai, maar met een Peugeot.
Tevens was het ook de eerste editie waarin Freddy Loix niet meer meedoet. Loix won de Rally van Ieper 11 keer.

## Deelnemers
Er waren ongeveer 30% meer deelnemers dan het jaar voordien, verspreid over de verschillende categorieën, maar ook in de hoogste categorie. Zo stonden er maar liefst 34 R5-wagens aan de start.

### Forfaits vooraf
Een week voor de rally raakte bekend dat enkele ingeschreven chauffeurs een forfait geven voor de rally wegens geldzaken:
- 24: Melissa Debackere met copiloot Cindy Cokelaere, ingeschreven met een Skoda Fabia R5, wegens het wegvallen van hun hoofdsponsor.
- 43: Patrick Snijers met copiloot Francis Caesemaker, ingeschreven met een Porsche 997 GT3 voor de RGT-categorie, verklaarde "geen persoonlijke risico's" te willen nemen met de deelname aan deze dure rally en trok zich daarom terug.

### R5's
| Nummer | Rijder              | Navigator               | Auto            |
| ------ | ------------------- | ----------------------- | --------------- |
| 32     | Thomas Preston      | Stuart Loundon          | Škoda Fabia R5  |
| 2      | Thierry Neuville    | Nicolas Gilsoul         | Hyundai i20 R5  |
| 11     | David Bogie         | Andrew Roughead         | Škoda Fabia R5  |
| 34     | James Slaughter     | Niall Burns             | Ford Fiesta R5  |
| 14     | Martin McCormack    | David Moynihan          | Škoda Fabia R5  |
| 27     | Chewon Lim          | Martijn Wydaeghe        | Hyundai i20 R5  |
| 4      | Fredrik Ahlin       | Torstein Eriksen        | Škoda Fabia R5  |
| 46     | Vincent Verschueren | Véronique Hostens       | Škoda Fabia R5  |
| 28     | Jamie Anderson      | Ross Whittock           | Ford Fiesta R5  |
| 29     | Steve Becaert       | Nico Beernaert          | Citroën DS3 R5  |
| 5      | Bert Cornelis       | Matthijs Debaeke        | Citroën DS3 R5  |
| 15     | Keith Cronin        | Mikie Galvin            | Ford Fiesta R5  |
| 33     | Alex Laffey         | Patrick Walsh           | Ford Fiesta R5  |
| 12     | Bernd Casier        | Pieter Vyncke           | Ford Fiesta R5  |
| 10     | Osian Pryce         | Dale Furniss            | Ford Fiesta R5  |
| 6      | Giandomenico Basso  | Lorenzo Granai          | Hyundai i20 R5  |
| 21     | Davy Vanneste       | Eddy Snaet              | Ford Fiesta R5  |
| 20     | Achiel Boxoen       | Jasper Vermeulen        | Škoda Fabia R5  |
| 1      | Kris Princen        | Peter Kaspers           | Škoda Fabia R5  |
| 37     | Philip Cracco       | Jeannick Breyne         | Ford Fiesta R5  |
| 8      | Polle Geusens       | Filip Cuvelier          | Ford Fiesta R5  |
| 9      | Hermen Kobus        | Erik De Wild            | Škoda Fabia R5  |
| 31     | Jonathan Greer      | Kirsty Riddick          | Citroën DS3 R5  |
| 17     | Kevin Demaerschalk  | Bram Eelbode            | Citroën DS3 R5  |
| 25     | Rhys Yates          | Carl Williamson         | Ford Fiesta R5  |
| 23     | Desi Henry          | John Rowan              | Škoda Fabia R5  |
| 35     | Pieter-Jan Maeyaert | Bert Feys               | Ford Fiesta R5  |
| 38     | Bruno Parmentier    | Koen De Waele           | Ford Fiesta R5  |
| 18     | Guillaume Dilley    | André Leyh              | Hyundai i20 R5  |
| 16     | Tom Cave            | James Morgan            | Hyundai i20 R5  |
| 26     | Matthew Edwards     | Darren Garrod           | Ford Fiesta R5  |
| 36     | Stefan Göttig       | Natalie Solbach-Schmidt | Škoda Fabia R5  |
| 3      | Bryan Bouffier      | Gilbert Dini            | Škoda Fabia R5  |
| 19     | Cédric De Cecco     | Jérôme Humblet          | Peugeot 208 T16 |
| 7      | Kevin Abbring       | Pieter Tsjoen           | Peugeot 208 T16 |

### Andere categorieën
Overige inschrijvingen:
| Nummer | Rijder                | Navigator             | Auto                     |
| ------ | --------------------- | --------------------- | ------------------------ |
| 75     | Frédéric Berville     | Wim Eggermont         | Opel Adam R2             |
| 77     | Henk Bakkenes         | Jeannette Kvick       | Mitsubishi Lancer Evo X  |
| 101    | Patrick Lefevere      | Guido Stroobant       | Subaru Impreza           |
| 96     | Tom Williams          | Bryan Hull            | FORD Fiesta R2           |
| 82     | Alexandre Verbeke     | Virginie Milleville   | Mitsubishi Lancer Evo X  |
| 63     | Timo Van Der Marel    | Rebecca Van Der Marel | Opel Adam R2             |
| 40     | Jim van den Heuvel    | Jouri Dockx           | Mitsubishi Lancer Evo X  |
| 78     | Hans Depla            | Steven Santy          | Mitsubishi Lancer Evo X  |
| 88     | James Williams        | Dai Roberts           | Ford Fiesta R2T          |
| 123    | Wesley Keygnaert      | Bavo Dael             | Suzuki Swift             |
| 22     | Jasper Van Den Heuvel | Lisette Bakker        | Mitsubishi Lancer Evo X  |
| 51     | Bert Coene            | Petra De Duytsche     | Mitsubishi Lancer Evo X  |
| 87     | Wim Carton            | Jeroen Wydaeghe       | Citroën DS3 R3T          |
| 62     | Niall Creighton       | Liam Regan            | Peugeot 208 R2           |
| 98     | Christian South       | Tom Wood              | Opel Adam R2             |
| 99     | Patrick Vandeputte    | Stefaan Declerck      | Ford Fiesta R2           |
| 79     | Vincent Vermeeren     | Sabine Bruyneel       | Mitsubishi Lancer Evo IX |
| 39     | Filip Pyck            | Peter Dehouck         | Mitsubishi Lancer Evo X  |
| 30     | Didier Duquesne       | Francois Geerlandt    | Ford Fiesta RRC          |
| 85     | Pedro Samaey          | Laure Poissonnier     | Peugeot 207 R3T          |
| 64     | Benjamin Evans        | Jonathan Jackson      | Peugeot 208 R2           |
| 50     | Donnie MacDonald      | Ian MacIvor           | Mitsubishi Lancer Evo X  |
| 91     | Renato Pita           | Marco Macedo          | Ford Fiesta R2           |
| 94     | Grégory Perrard       | Martin Forgez         | Peugeot 208 R2           |
| 54     | Benoit Boulanger      | Maxime Vilmot         | Mitsubishi Lancer Evo IX |
| 97     | James McDiarmid       | Max Haines            | Ford Fiesta R2           |
| 76     | Marty Gallagher       | Dean Osullivan        | Peugeot 208 R2           |
| 94     | Frédéric Perrard      | Francis Leclercq      | Mitsubishi Lancer Evo IX |
| 49     | John Morrison         | Peter Carstairs       | Mitsubishi Lancer Evo VI |
| 66     | Callum Devine         | Keith Moriarty        | Opel Adam R2             |
| 52     | Steve Vanbellingen    | David Vanrijkelen     | Mitsubishi Lancer Evo X  |
| 84     | Bjorn Renier          | Filip Collez          | Renault Clio             |
| 41     | Robert Woodside       | Allan Harryman        | Mitsubishi Lancer Evo X  |
| 93     | Alex Waterman         | John Gilbey           | Ford Fiesta R2           |
| 112    | Alexandre Mantel      | Benjamin Devos        | Peugeot 206              |
| 86     | Krzysztof Schenk      | Przemyslaw LipiŃski   | Honda Civic Type-R       |
| 80     | Martin Van Iersel     | Frans Van Den Einde   | Mitsubishi Lancer Evo X  |
| 42     | Guillaume De Mévius   | Louis Louka           | Peugeot 208 R2           |
| 113    | Nabila Tejpar         | Brian Hoy             | Ford Fiesta R2           |
| 92     | David White           | Mathew White          | Ford Fiesta R2           |
| 47     | Matthias Boon         | Diederik Pattyn       | Subaru Impreza           |
| 71     | Sébastien Bedoret     | Thomas Walbrecq       | Peugeot 208 R2           |
| 100    | Bjorn Deruyter        | Christophe Samyn      | Peugeot 208 R2           |
| 67     | Pierre Vauterin       | Kurt Declerck         | Peugeot 208 R2           |
| 60     | Steven Dolfen         | Laurent Decroupette   | Renault Clio R3 max      |
| 121    | Luc Pannekoecke       | Kimberly Gryson       | Peugeot 206 RC           |
| 53     | Johan Vanson          | Antoine Brulé         | Mitsubishi Lancer Evo IX |
| 111    | Christophe Panis      | Jeroen D'Hulster      | Citroën Saxo VTS         |
| 81     | Jean Benoit Houssin   | Gaetan Houssin        | Mitsubishi Lancer Evo X  |
| 70     | Cameron Davies        | Caron Tomlison        | Peugeot 208 R2           |
| 68     | Oscar Solberg         | Patrik Barth          | Ford Fiesta R2T          |
| 69     | Vallentin Hansen      | Ditte Kammersgaard    | Opel Adam R2             |
| 72     | Jelle Vermeire        | Tom Debergh           | Ford Fiesta R2T          |
| 65     | Joachim Wagemans      | Davy Thierie          | Peugeot 208 R2           |
| 61     | Chris Ingram          | Elliott Edmondson     | Opel Adam R2             |
| 95     | Josh Cornwell         | Richard Bliss         | Ford Fiesta              |
| 90     | Thomas Vauterin       | Renaat Callewaert     | Peugeot 208              |
| 83     | Gregory Mouy          | Guillaume Coudeville  | Subaru Impreza           |
| 124    | Mario Buscemi         | Davide Geremia        | Suzuki Swift             |
| 73     | Niels Reynvoet        | Eddy Van De Vivere    | Ford Fiesta              |
| 74     | Roland Stengg         | Rudolf Stengg         | Opel Adam R2             |
| 125    | Amaury Molle          | Michael Louette       | Peugeot 208 R2           |

### Nationale klassen

#### RGT-categorie
| Nummer | Rijder             | Navigator        | Auto            |
| ------ | ------------------ | ---------------- | --------------- |
| 55     | Jochen Claerhout   | Piero Vandeputte | Porsche 997 GT3 |
| 44     | Tim Van Parys      | Kurt Heyndrickx  | Porsche 997 GT3 |
| 45     | Chris Van Woensel  | Rik Snaet        | Porsche 997 GT3 |
| 56     | Chris Debyser      | Kristof Goethals | Porsche 997 GT3 |
| 57     | Fredericq Delplace | Wouter Polfliet  | Porsche 997 GT3 |

#### NCM-categorie
Net als het jaar ervoor is er opnieuw een NCM-categorie. Hierin kunnen ook oldtimers meedoen met de Ypres Rally. Bijzonder is dat hier wagens kunnen meedoen die nooit FIA-gehomologeerd geweest zijn. Hiermee is het reglement voor deze klasse soepeler dan voor de Ypres Historic Rally, tot twee jaar geleden de enige mogelijkheid voor Oldtimers om deel te nemen in Ieper.
Bovendien kunnen hier ook wagens meedoen waarvan de FIA-homologatie verlopen is. Zodoende kunnen wagens die afgekeurd zouden worden bij inschrijving in de algemene deelnemerslijst toch nog meedoen in de rally. Hierbij denken we bijvoorbeeld aan de Ford Fiesta R2T van de Luxemburgse Bob Kellen (startnummer 89).
Wegens de instap van de Rally van Ieper in het Britse kampioenschap kunnen dit jaar bovendien ook Britse nationale wagens meerijden in de NCM-klasse.
| Nummer | Rijder             | Navigator            | Auto               |
| ------ | ------------------ | -------------------- | ------------------ |
| 58     | Claudie Tanghe     | Denis Squedin        | BMW M3 Compact     |
| 59     | Brecht Hoorne      | Ward Hanssens        | BMW M3 Compact     |
| 89     | Bob Kellen         | Nathalie Hoffmann    | Ford Fiesta R2T    |
| 102    | Peter Lemahieu     | Didier Bostoen       | Ford Escort MKII   |
| 103    | Thierry Cokelaere  | Stefaan Vanassche    | BMW M1             |
| 104    | Tom Ceuppens       | Frank Werner         | BMW 130i           |
| 105    | Wim Dereu          | John Azou            | BMW M3 E30         |
| 106    | Jens Sinnaeve      | Jürgen Deckmijn      | BMW M3 Compact     |
| 107    | Cris Algoedt       | Steven Rotsaert      | BMW 1M             |
| 108    | Dries Vergote      | Jonas Samyn          | BMW M3             |
| 109    | Anthony Caron      | Damon Noyelle        | BMW M3             |
| 110    | Xavier Debaere     | Arne Dekeyser        | BMW Compact M3     |
| 114    | Max Utting         | Claire Williams      | Ford Fiesta ST     |
| 115    | Vincent Verstraete | Christophe Dewickere | Renault Clio R3    |
| 116    | Gauthier Bovy      | Sharon Despriet      | Ford 190           |
| 117    | Marnix Verfaillie  | Gregory Verfaillie   | Mini Cooper S      |
| 118    | Jo Muylle          | Dries Deprez         | Citroën C2 VTS     |
| 119    | Steve Parmentier   | Pieter Lampaert      | Peugeot 205        |
| 120    | Christophe Lagache | Pieter Clabau        | Opel Ascona B      |
| 122    | Ludovic Vitse      | Kevin Maerten        | Opel Astra         |
| 126    | Clive Allford      | John Gage            | Land Rover Wolf XD |
| 127    | Chris McCarthy     | Zak Smart            | Land Rover Wolf XD |
| 128    | Stephen Partridge  | Tyrone Westall       | Land Rover Wolf XD |
| 129    | Gari Hazelby       | Ashley Hobson        | Land Rover Wolf XD |
| 130    | Alan Paramore      | James Sunderland     | Land Rover Wolf XD |

## Overzicht van de rally
| Dag           | Proef | Naam                  | Lengte   | Winnaar             | Tijd    | Gem. snelh. (km/h) | Rallyleider      |
| ------------- | ----- | --------------------- | -------- | ------------------- | ------- | ------------------ | ---------------- |
| Dag 1 23 juni | KP1   | Zonnebeke             | 9,90 km  | Bryan Bouffier      | 5:17.30 | 112.32             | Bryan Bouffier   |
| Dag 1 23 juni | KP2   | Langemark             | 8.97 km  | Thierry Neuville    | 4:34.00 | 117.85             | Thierry Neuville |
| Dag 1 23 juni | KP3   | Dikkebus 1            | 12.53 km | Kevin Abbring       | 6:50.00 | 110.02             | Thierry Neuville |
| Dag 1 23 juni | KP4   | Wijtschate 1          | 15.00 km | Thierry Neuville    | 7:50.60 | 114.75             | Thierry Neuville |
| Dag 1 23 juni | KP5   | Hollebeke 1           | 8.57 km  | Bryan Bouffier      | 4:48.20 | 107.05             | Thierry Neuville |
| Dag 1 23 juni | KP6   | Dikkebus 2            | 12.53 km | Bryan Bouffier      | 6:45.90 | 111.13             | Bryan Bouffier   |
| Dag 1 23 juni | KP7   | Wijtschate 2          | 15.00 km | Bryan Bouffier      | 7:45.90 | 115.90             | Bryan Bouffier   |
| Dag 1 23 juni | KP8   | Hollebeke 2           | 8.57 km  | Kris Princen        | 4:49.60 | 106.53             | Bryan Bouffier   |
| Dag 2 24 juni | KP9   | Kemmelberg 1          | 15.00 km | Bryan Bouffier      | 8:21.70 | 107.63             | Bryan Bouffier   |
| Dag 2 24 juni | KP10  | Mesen 1               | 7.95 km  | Thierry Neuville    | 4:18.90 | 110.54             | Bryan Bouffier   |
| Dag 2 24 juni | KP11  | Zillebeke 1           | 14.39 km | Kevin Abbring       | 7:54.40 | 109.20             | Bryan Bouffier   |
| Dag 2 24 juni | KP12  | Reninge 1             | 14.50 km | Thierry Neuville    | 7:34.00 | 114.98             | Kevin Abbring    |
| Dag 2 24 juni | KP13  | Watou 1               | 14.77 km | Bryan Bouffier      | 7:35.80 | 116.66             | Kevin Abbring    |
| Dag 2 24 juni | KP14  | Westouter-Boeschepe 1 | 17.53 km | Vincent Verschueren | 9:52.90 | 106.44             | Kevin Abbring    |
| Dag 2 24 juni | KP15  | Kemmelberg 2          | 15.00 km | Thierry Neuville    | 8:18.80 | 108.26             | Kevin Abbring    |
| Dag 2 24 juni | KP16  | Mesen 2               | 7.95 km  | Thierry Neuville    | 4:17.00 | 111.36             | Kevin Abbring    |
| Dag 2 24 juni | KP17  | Zillebeke 2           | 14.39 km | Thierry Neuville    | 7:55.40 | 108.97             | Kevin Abbring    |
| Dag 2 24 juni | KP18  | Reninge 2             | 14.50 km | Thierry Neuville    | 7:29.40 | 116.15             | Kevin Abbring    |
| Dag 2 24 juni | KP19  | Watou 2               | 14.77 km | Thierry Neuville    | 7:37.70 | 116.17             | Kevin Abbring    |
| Dag 2 24 juni | KP20  | Westouter-Boeschepe 2 | 17.53 km | Kevin Abbring       | 9:44.60 | 107.95             | Kevin Abbring    |

## Eindklassement
| Pos. | Rijder              | Navigator         | Auto            | Tijd       | Verschil |
| ---- | ------------------- | ----------------- | --------------- | ---------- | -------- |
| 1    | Kevin Abbring       | Pieter Tsjoen     | Peugeot 208 T16 | 2:20:46.80 |          |
| 2    | Bryan Bouffier      | Gilbert Dini      | Škoda Fabia R5  | 2:20:54.80 | +8.00    |
| 3    | Vincent Verschueren | Véronique hostens | Škoda Fabia R5  | 2:21:33.70 | +46.90   |
| 4    | Bernd Casier        | Pieter Vyncke     | Ford Fiesta R5  | 2:22:13.98 | +1:37.18 |
| 5    | Hermen Kobus        | Erik De Wild      | Škoda Fabia R5  | 2:24:19.20 | +3:32.40 |
| 6    | Giandomenico Basso  | Lorenzo Granai    | Hyundai I20 R5  | 2:24:20.90 | +3:34.10 |
| 7    | Keith Cronin        | Mikie Galvin      | Ford Fiesta R5  | 2:25:00.30 | +4:13.50 |
| 8    | Kris Princen        | Peter Kaspers     | Škoda Fabia R5  | 2:25:24.90 | +4:38.10 |
| 9    | Polle Geusens       | Filip Cuvelier    | Ford Fiesta R5  | 2:15:46.70 | +4:59.90 |
| 10   | Matthew Edwards     | Darren Garrod     | Ford Fiesta R5  | 2:26:18.40 | +5:31.60 |